# VideoGang
Die VideoGang ist eine Schweizer Jugendsendung seit August 1996, die von Jugendlichen selbständig produziert wird. Dabei müssen sie den Bericht planen, filmen und am Ende selbständig schneiden. Sie werden dabei von erfahrenen Medienarbeitenden unterstützt.

## Eigentümer
Eigentümer der Marke VideoGang ist Daniele Lucci. Die Macher der Sendung VideoGang waren bis 2012 die Mitglieder des Vereins VideoGang in Zürich.
Im Jahr 2012 wurde der Verein von VideoGang auf Association ContentMakers (www.contentmakers.ch) umbenannt. Die Fernsehsendungen laufen weiterhin unter dem Namen VideoGang.

## Geschichte
Die VideoGang entwickelte sich aus dem Kontrastkurs Video des Zürcher Feriensportlagers in Fiesch. Im August 1996 wurde die VideoGang zum ersten Mal auf Tele Züri ausgestrahlt. Die Sendung wird einmal pro Monat neu produziert und während zwei Wochen wiederholt. Mit dem Start von Tele24 am 12. Oktober 1998 wird die VideoGang 14-täglich produziert. Sie teilt sich den Sendeplatz alternierend mit der Jugendsendung ZapZone. Seit dem 23. August 1999 wird die Sendung wöchentlich aktualisiert. Jedoch wird am 30. November 2001 der Sendebetrieb auf Tele24 eingestellt. Die VideoGang wird wieder auf Tele Züri ausgestrahlt.
Ab 2002 findet die VideoGang auf mehreren privaten Sendestationen Platz und kann wieder in den meisten Deutschschweizer Gebieten empfangen werden. Zudem werden die Sendungen ab dem 12. April 2004 im Internet als Video on Demand angeboten und archiviert.
Nach dem Kampf um das Überleben der Sendung, wird die VideoGang ab dem 5. Dezember 2005 in dem Schaffhauser Fernsehen, Tele Top und Tele Südostschweiz ausgestrahlt. Ab dem 1. August 2006 ist die Sendung auf h1TV und ab dem 25. Dezember 2007 auf 3+ sehbar.

## Programminhalte
Die VideoGang legt das Schwergewicht auf selbständig produzierte Reportagen. 
Die Sendung wird in drei Formen produziert:
- Magazin: Behandelt die verschiedensten Themen in Form von Reportagen und Umfragen
- Flirt: Die Verkupplungsshow im Stil von Herzblatt (Studiosendung)
- Voice: Eine Talksendung (Studiosendung)

Im Rahmen der Sendung wurden folgende Serien erstellt:
- Jan in Ecuador: Videotagebuch über das Austauschjahr von Jan in Ecuador
- Milly in Brasilien: Videotagebuch über das Austauschjahr von Milly in Brasilien
- Varta Experience: Reportage über eine Schnitzeljagd in Island
- India: Reportage über die Baumwollherstellung in Indien
- Take Off: Reportage über Sprachschulen im Ausland

## Erhaltene Preise
Während ihrer sechzehnjährigen Tätigkeit konnte die VideoGang drei Preise und einen Förderbeitrag entgegennehmen:
- 2001: Nationaler Medienpreis: 1. Preis (Schweizerischer Verein katholischer JournalistInnen)
- 2003: Hauptpreis Jugendförderung (Bürgergemeinde Bern)
- 2004: Anerkennungspreis (Pfizer-Journalisten-Preis)
- 2004: Förderungsbeitrag (Zürcher Radiostiftung)